# Karina Fallenstein
Karina Fallenstein (* 1961 in Hanau, Hessen) ist eine deutsche Schauspielerin.

## Leben
Nach Wanderjahren in Frankfurt, Berlin, Stuttgart und Köln spielte sie am Schauspielhaus Zürich, um sich dann in Berlin und am Maxim-Gorki-Theater niederzulassen.
Ihre Filmkarriere begann 1981 mit Egon Schiele – Exzesse etwas experimenteller, für ihre zweite Arbeit mit Ute Wieland wurde sie im Rahmen des Filmfestival Max Ophüls Preis 1989 als beste Nachwuchsschauspielerin für Im Jahr der Schildkröte geehrt. Heute besetzt sie das Charakterfach sicher.
Im Fernsehen spielt sie in Serien wie Die Anstalt – Zurück ins Leben oder Doktor Martin.

## Filmografie (Auswahl)
- 1981: Egon Schiele – Exzesse – Regie Herbert Vesely
- 1981: Obszön – Der Fall Peter Herzl – Regie Hans-Christof Stenzel
- 1983: Tango im Bauch – Regie Ute Wieland
- 1983: Die Insel der blutigen Plantage
- 1985: Mein lieber Schatz – Regie Beate Klöckner
- 1985: Der Formel Eins Film – Regie Wolfgang Büld
- 1986: Der Rosenkönig – Regie Werner Schroeter
- 1986: Wöhlunds Rache – Regie Harald Reinl; Johannes Grieser& Viktor Stauder Kurzfilm
- 1988: Im Jahr der Schildkröte – Regie Ute Wieland
- 1989: Der Atem – Regie Niklaus Schilling
- 1990: Das deutsche Kettensägenmassaker – Regie Christoph Schlingensief
- 1992: Die Serpentintänzerin – Regie Helmut Herbst
- 1993: Domenica – Regie Peter Kern
- 1995: Die Eroberung der Mitte – Regie Robert Bramkamp
- 2001: Frau2 sucht HappyEnd – Regie Edward Berger
- 2001: Mondscheintarif – Regie Ralf Huettner
- 2002: Paule und Julia – Regie Torsten Löhn
- 2004: Farland – Regie Michael Klier
- 2004: Alphateam – Die Lebensretter im OP (Folge 216)
- 2006: Wholetrain – Regie Florian Gaag
- 2006: FC Venus – Angriff ist die beste Verteidigung – Regie Ute Wieland
- 2007: Polizeiruf 110 – Gefährliches Vertrauen
- 2007–2009: Doktor Martin
- 2008: Mord mit Aussicht – Vatertag
- 2009: Wenn die Welt uns gehört – Regie: Antje Kruska und Judith Keil
- 2009: Wilsberg – Der Mann am Fenster
- 2011: Die zertanzten Schuhe
- 2014: Besser als Nix
- 2015: Dora oder die sexuellen Neurosen unserer Eltern – Regie: Stina Werenfels